# Marek Šotola

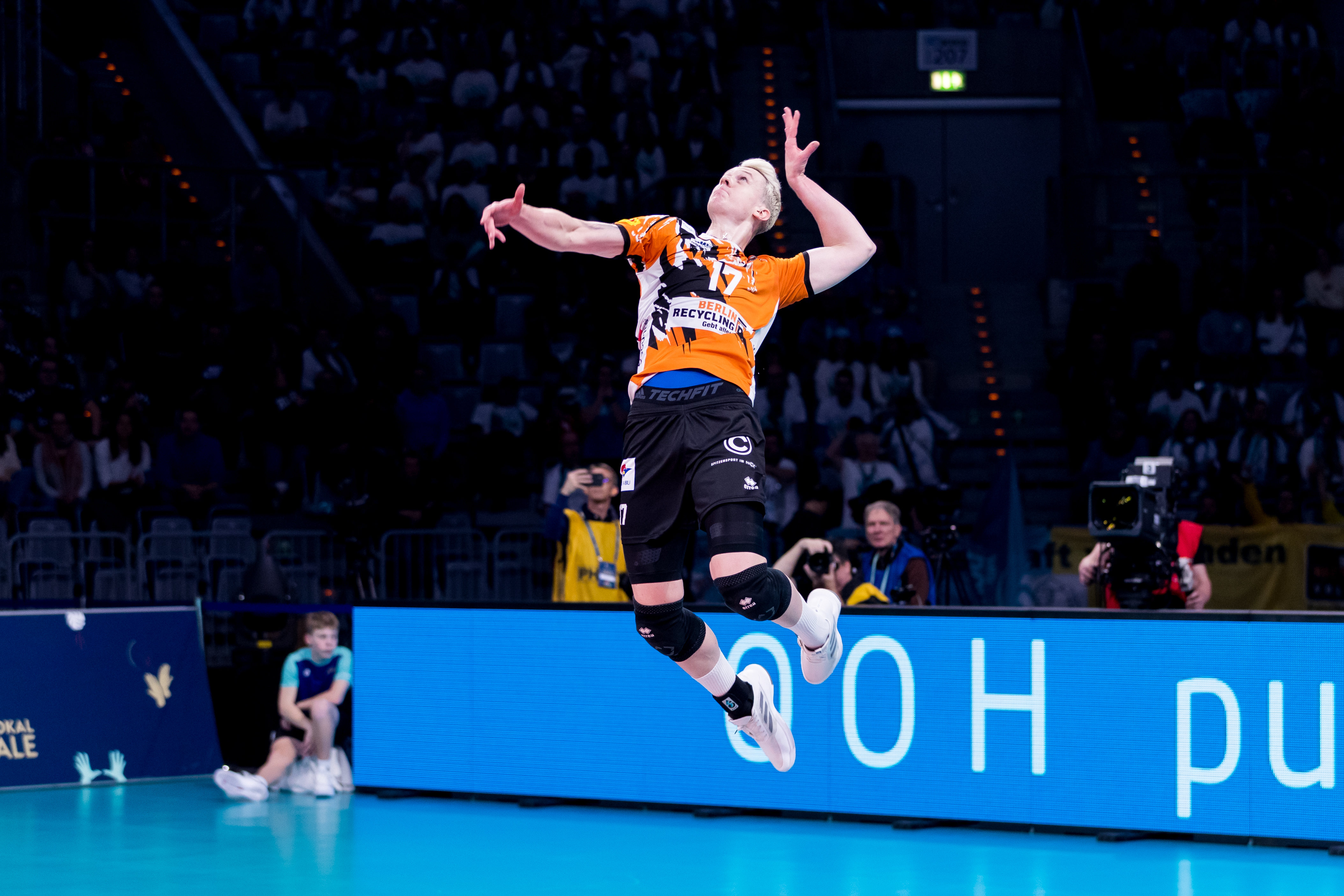
Marek Šotola podczas wykonywania zagrywki w finale Pucharu Niemiec 2022/2023 w barwach klubu Berlin Recycling Volleys

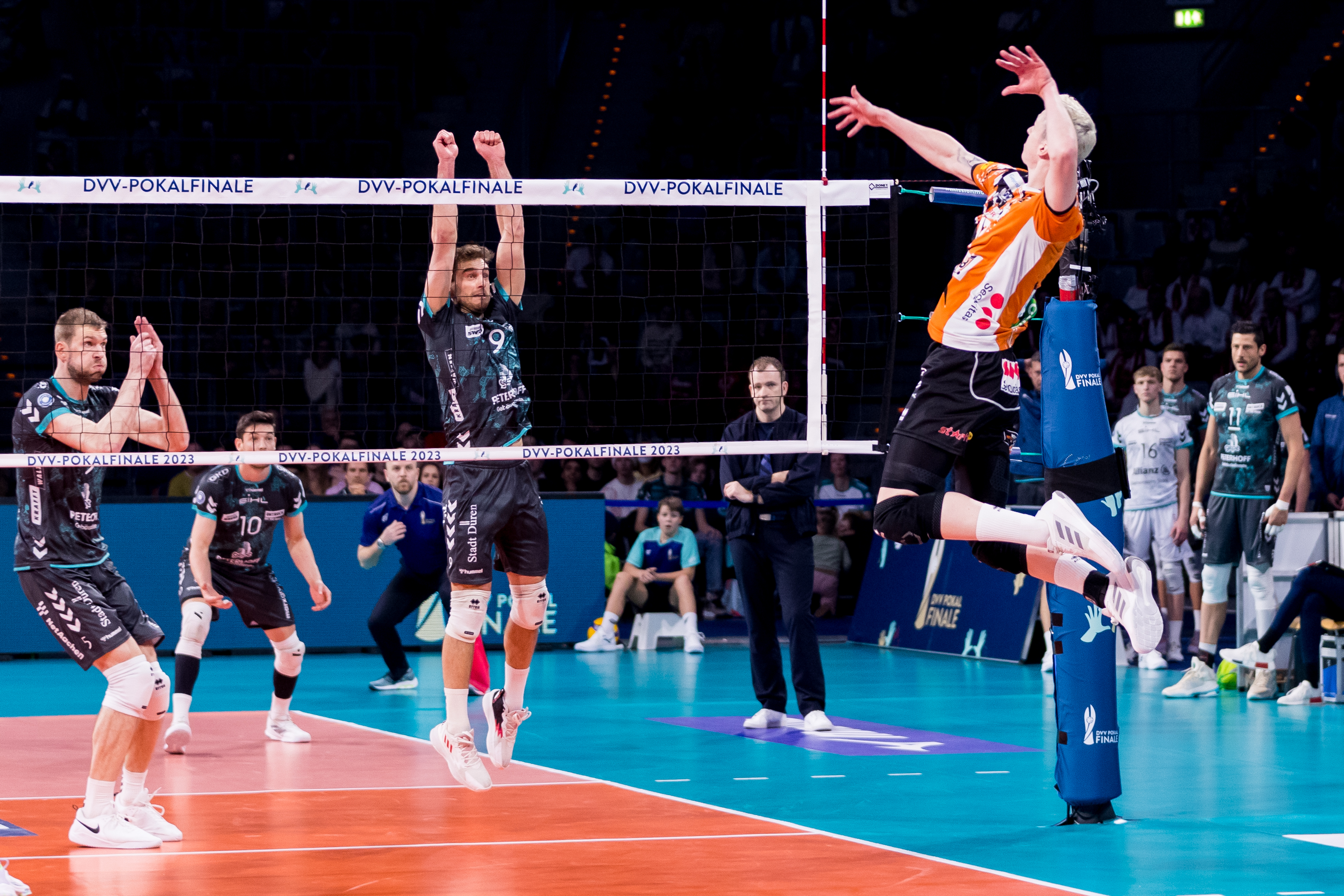
Marek Šotola podczas wykonywania ataku w finale Pucharu Niemiec 2022/2023 w barwach klubu Berlin Recycling Volleys

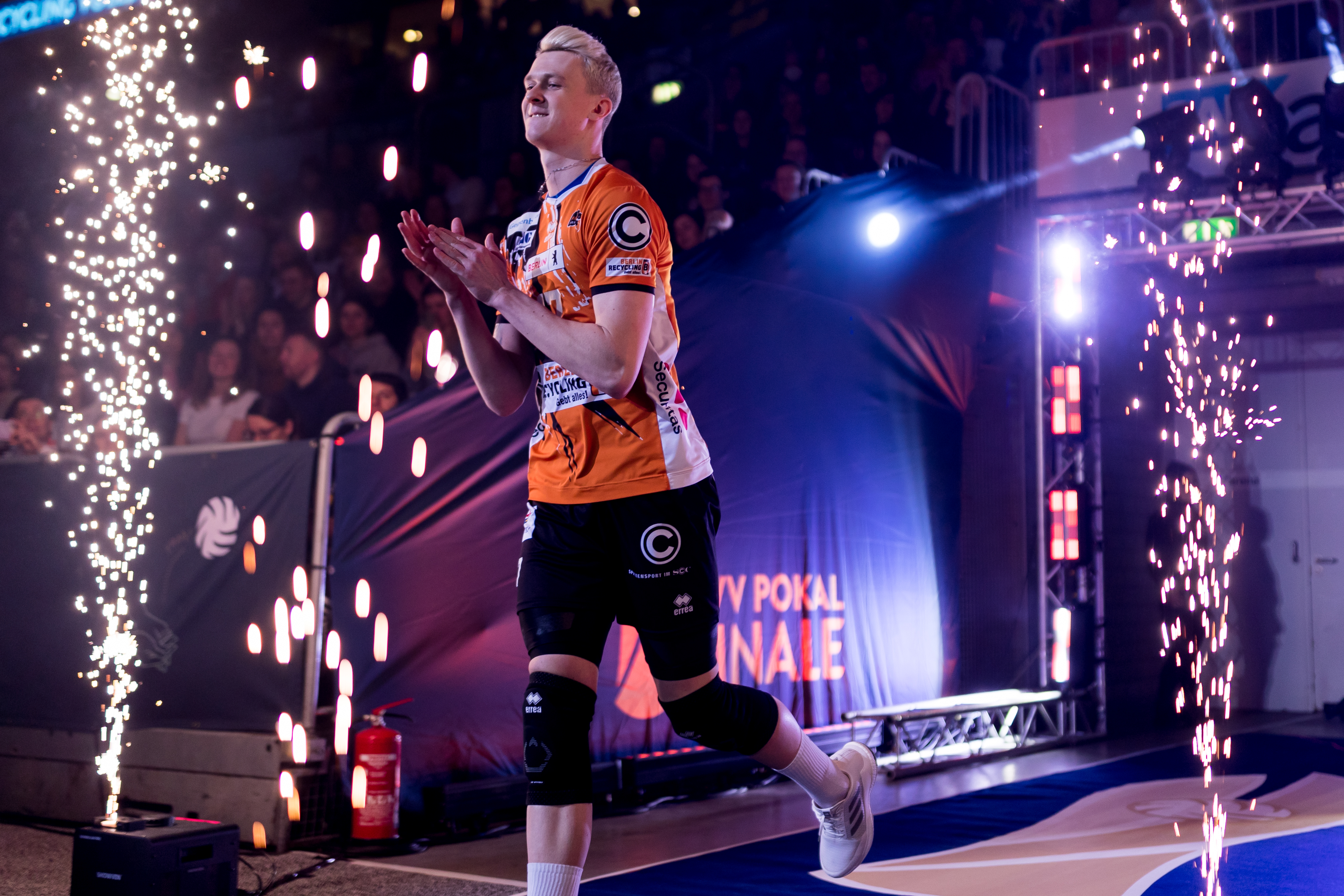
Marek Šotola przed rozpoczęciem finału Pucharu Niemiec 2022/2023 w barwach klubu Berlin Recycling Volleys

Marek Šotola (ur. 5 listopada 1999) – czeski siatkarz, grający na pozycji atakującego, reprezentant Czech. 
Jego ojciec o imieniu Miroslav w przeszłości był siatkarzem.
Po zakończonym sezonie 2022/2023 został najlepszym siatkarzem Czech sezonu 2022/2023.

## Przebieg kariery
| Lata      | Klub                          |
| --------- | ----------------------------- |
| 2016–2020 | VK Jihostroj České Budějovice |
| 2020–2021 | Stade Poitiers Poitevin       |
| 2021–2024 | Berlin Recycling Volleys      |
| 2024–2025 | Halkbank Ankara               |

## Sukcesy klubowe
Mistrzostwo Czech:
- 2017, 2019

Puchar Czech:
- 2019, 2020

Superpuchar Niemiec:
- 2021, 2022, 2023[9]

Mistrzostwo Niemiec:
- 2022, 2023[10], 2024[11]

Puchar Niemiec:
- 2023[12], 2024[13]

## Sukcesy reprezentacyjne
Mistrzostwa Europy Kadetów:
- 2017[14]

Mistrzostwa Europy Juniorów:
- 2018

Złota Liga Europejska:
- 2022[15]
- 2025[16]

## Nagrody indywidualne
- 2017: Najlepszy atakujący Mistrzostw Europy Kadetów[17]
- 2018: Najlepszy atakujący Mistrzostw Europy Juniorów
- 2022: MVP Superpucharu Niemiec[18]